# ألفارو فيلاسكو
ألفارو فيلاسكو (بالإنجليزية: Álvaro Velasco)‏ هو لاعب غولف أمريكي، ولد في 15 مايو 1981 في برشلونة في إسبانيا.

## وصلات خارجية
- الموقع الرسمي
- ألفارو فيلاسكو على موقع رابطة أوروبا للاعبي الغولف المحترفين (الإنجليزية)
- ألفارو فيلاسكو على موقع التصنيف العالمي الرسمي للغولف (الإنجليزية)